# Ludovico Chigi Albani della Rovere
Pour les articles homonymes, voir Chigi.
Pour les autres membres de la famille, voir Famille Della Rovere.
Ludovico Chigi Albani della Rovere, né le 10 juillet 1866 à Ariccia et mort le 14 novembre 1951 à Rome), est un religieux italien, qui est le 76e grand maître de l'ordre souverain de Malte de 1931 à 1951.